# Paranedyopus malayanus
Paranedyopus malayanus är en mångfotingart som beskrevs av Sergei I. Golovatch 1993. Paranedyopus malayanus ingår i släktet Paranedyopus och familjen orangeridubbelfotingar. Inga underarter finns listade i Catalogue of Life.